# Michel Viot (né en 1944)
Pour les articles homonymes, voir Michel Viot et Viot.
Michel Viot, né le 25 mai 1944 dans le XVIIe arrondissement de Paris, est un prêtre catholique français. 
Dignitaire franc-maçon et pasteur puis inspecteur ecclésiastique de l’Église évangélique luthérienne de France entre 1968 et 2001, il quitte ses fonctions pour rejoindre l'Église catholique. Ordonné prêtre en 2003, il est incardiné dans le diocèse de Blois.

## Biographie

### Formation
Fils de l'instituteur et romancier catholique, socialiste et franc-maçon Henry-Gérard Viot (1906-1973) et de la danseuse de ballet classique Eugénie Mathieu (1909-1990), il est baptisé dans la religion catholique, comme ses deux sœurs, quelques mois après sa naissance. À l'âge de dix ans, lors d'un voyage à Lourdes, il est marqué par la piété mariale et décide d'aller au catéchisme. Cependant, durant son adolescence, il rencontre des luthériens alsaciens qui l'amènent à se convertir au protestantisme. Après le lycée, il entre à la Faculté de théologie protestante de Paris. Il rencontre Michel Riquet et Daniel Pézeril.

### Pasteur protestant et franc-maçon
Il devient le 5 mai 1968 pasteur de l'Église évangélique luthérienne de France et se voit chargé en 1969 de l'église des Billettes dans Le Marais. Il préside aux obsèques de Gabrielle Russier en septembre 1969.
Il est initié en franc-maçonnerie le 18 novembre 1968 dans la loge l'Alliance, rattachée au Grand Orient de France. Entre 1975 et 1976, il est vénérable de la loge James Anderson de la Grande Loge de France dans laquelle il initie Robert Boulin au grade d'apprenti. Il est élu en 1981 président du consistoire luthérien de Paris. Il rejoint en 1987 la Grande Loge nationale française.
En 1996, il est élu inspecteur ecclésiastique de Paris au sein de l'Église évangélique luthérienne de France. Il œuvre au rapprochement entre luthériens et catholiques. En adhésion avec les dogmes mariaux, il se rapproche du catholicisme et se montre critique vis-à-vis du luthéranisme libéral qu'il accuse d'être influencé par le socinianisme et le zwinglisme ou encore de ne plus croire en la Trinité.
En 1997, il est présenté au pape Jean-Paul II qui lui fait part de son espoir de voir aboutir le projet de déclaration commune sur la justification par la foi, finalement signée deux ans plus tard à Augsbourg.

### Retour au catholicisme

#### Conversion
En 2000, il quitte la Grande Loge nationale française au sein de laquelle il avait atteint un grade élevé — le 31e degré du Rite écossais ancien et accepté — et le rang d'assistant grand-maître. 
En 2001, il s'oppose à l'Église réformée de France qui dans son dernier synode permet à un laïc de célébrer la Cène et à un non-baptisé de recevoir la communion. Il rejoint l’Église catholique dans laquelle il est formellement reçu en tant que laïc le 28 juin au cours d'une cérémonie présidée par Bernard-Nicolas Aubertin, évêque de  Chartres. Il devient le premier pasteur protestant ayant rang d'évêque à entrer dans l'Église catholique depuis le schisme de 1517,.

#### Prêtrise
Il est ordonné diacre le 2 mars 2003, puis prêtre le 29 juin par Maurice de Germiny, évêque de Blois. Il est vicaire de la paroisse de Romorantin-Lanthenay, puis nommé en 2004 aumônier de la Maison d’arrêt de Blois. En 2005, il est curé à Blois, puis, en 2006, administrateur de la paroisse d'Herbault. 
Il fonde en 2008 avec Dominique Le Tourneau, prêtre de l’Opus Dei, l'association « Écouter avec l’Église », dont l’objectif est « de faire connaître et diffuser la pensée et les enseignements du Magistère de l'Église catholique ». À ce titre, il rencontre le 28 mai 2008 le pape Benoît XVI. Il célèbre régulièrement selon la forme extraordinaire du rite romain.
En 2014, il est nommé aumônier national des anciens combattants. Il quitte cette fonction en juin 2018[source insuffisante]. 
Détaché du diocèse de Blois, il est aumônier adjoint à la pastorale des funérailles,.

### Activités médiatiques
Michel Viot intervient régulièrement dans les médias de droite et d'extrême droite pour alerter sur la diffusion de l'islam radical dans les prisons. 
À partir d'octobre 2016, il dirige l'émission Lumière de l'espérance sur Radio Courtoisie. En octobre 2018, il devient aussi l'un des chroniqueurs réguliers de l'émission Le Club des hommes en noir, animée mensuellement par Philippe Maxence sur le site de L'Homme nouveau.

### Polémiques
Après la parution en octobre 2021 du rapport Sauvé sur la pédocriminalité dans l'Église catholique, Michel Viot dénonce publiquement la méthodologie utilisée pour recenser le nombre de victimes et des « arrière-fonds idéologiques très orientés ». Ses prises de position sur différents sujets d'actualité, notamment sur le rapport Sauvé et la guerre en Ukraine, lui valent en avril 2022 son éviction d'une émission à laquelle il participait sur Radio Notre-Dame.

## Publications
- Chrétiens sans religion (préf. Louis Pauwels), Paris, Albatros, 1975, 191 p.
- Ces Francs-maçons qui croient en Dieu, Rocher, coll. « Pierre philosophale », 1995, 215 p.
- Le vrai et le faux : comprendre la pensée de Benoît XVI (préf. Mgr Jean-Michel Di Falco), Paris, L'Œuvre, coll. « Spirituelle », 2009, 237 p.
- De Luther à Benoît XVI : itinéraire d'un ancien franc-maçon, L'Homme nouveau, 2010, 250 p.
- Avec Guillaume de Tanoüarn, La Révolution chrétienne, Paris, L'Homme nouveau, 2012, 250 p.
- Les fondements bibliques de paternité et maternité (préf. Mgr Maurice de Germiny), Via Romana, 2013, 250 p.
- Dieu et l'État : signification de la fête du Christ-Roi (préf. Mgr Marc Aillet), Via Romana, 2013, 82 p.
- À l'écoute de la Bible : homélies Dimanches et fêtes Année A (préf. Mgr Roland Minnerath), Artège, 2013, 418 p.
- Marie, étoile de l'évangélisation (préf. Mgr Henri Brincard), Via Romana, 2014, 31 p.
- À l'écoute de la Bible : homélies Dimanches et fêtes Année B, Artège, 2014, 432 p.
- À l'écoute de la Bible : homélies Dimanches et fêtes Année C, Artège, 2015, 430 p.
- Il y a quelque chose de pourri au royaume de France, Versailles, Via Romana, 2017, 276 p. (ISBN 978-2-37271-068-8, lire en ligne)
- Avec Odon Lafontaine, La Laïcité, mère porteuse de l’islam ? (préf. Rémi Brague), Chouzé-sur-Loire, Saint-Léger, coll. « Les Unpertinents », 2017, 281 p. (ISBN 979-10-97174-00-2)
- L'heure du royaume de France est-elle venue ? (préf. Jean Tulard), Versailles, Via Romana, 2018, 324 p. (ISBN 978-2-37271-097-8)
- Sous le signe d'Emmanuel : La chute de la maison France, t. 1 : 2012-2017, Versailles, Via Romana, 2019, 313 p. (ISBN 978-2-37271-126-5)
- Sous le signe d'Emmanuel : Dans l'attente de l'aube, t. 2 : 2017-2018, Versailles, Via Romana, 2019, 368 p. (ISBN 978-2-37271-127-2)
- La France a besoin d'un roi, Via Romana, 2020, 300 p. (ISBN 978-2-37271-162-3)
- Le Rapport Sauvé, une manipulation ?, Via Romana, 2022, 158 p. (ISBN 978-2-37271-213-2)
- L'église au risque de la foi, Via Romana, 2024, 207 p. (ISBN 978-2-37271-271-2)

## Distinctions

### Décorations
- France :  Chevalier de la Légion d'honneur Il est fait chevalier par décret du 14 avril 1995[16]

- France :  Commandeur de l'ordre des Arts et des Lettres Il est fait commandeur le 15 novembre 1996[17].

- Saint-Siège :  Commandeur de l'Ordre équestre du Saint-Sépulcre de Jérusalem. Il est adoubé dans l'ordre au rang de commandeur le 21 mai 2011[1]